# Rose Hill Acres
Rose Hill Acres est une ville située au sud-est du comté de Hardin  au Texas, aux États-Unis,.

## Démographie
Lors du recensement de 2010, la ville comptait une population de 441 habitants. Elle est estimée, en 2016, à 445 habitants.

### Source de la traduction
- (en) Cet article est partiellement ou en totalité issu de l’article de Wikipédia en anglais intitulé « Rose Hill Acres, Texas » (voir la liste des auteurs).